# Jacques Durrmeyer
Pour les articles homonymes, voir Durrmeyer.
Jacques Durrmeyer, né le 15 juillet 1903 à Montpellier et mort en déportation le 31 mars 1945 à Neuengamme est un résistant français. Directeur de l'usine à gaz de Flers (Orne), il intègre l'OCM de ce secteur puis prend en 1944 la direction de l'Armée secrète de l'Orne avant d'être arrêté puis déporté.

## Biographie
Jacques Achille Jean Émile Durrmeyer est né le 15 juillet 1903 à Montpellier (Hérault); il est le fils d'un officier d'infanterie, Robert Durrmeyer qui deviendra général, et le frère aîné de Michel Durrmeyer, futur compagnon de la Libération.
Après avoir obtenu en 1927 son diplôme d'ingénieur de l'école centrale de Paris, il est embauché comme ingénieur à l'usine à gaz de Metz. En 1936, il s'installe à Flers, dans l'Orne, où il a été nommé directeur de l'usine à gaz. À la fin de la bataille de France, la Normandie est occupée par les Allemands à partir du 18 juin 1940. 
Jacques Durrmeyer, qui supportait mal cette occupation, est arrêté une première fois le 16 juin 1941 pour avoir craché au passage d'une Flérienne au bras d'un officier allemand ; il est condamné à 18 mois de prison. Libéré, il devient membre de l'Organisation civile et militaire (OCM) de la Résistance intérieure française. Lieutenant de réserve du génie, il en dirige dans la clandestinité les opérations militaires.
Une première grande rafle a lieu à Flers le 29 février 1944, qui a pour effet de démanteler partiellement la Résistance locale. En mars 1944, Robert Bernier, qui dirigeait alors les groupes armés dépendant de Libération-Nord, l'autre mouvement de résistance implanté dans la région, vient rencontrer Jacques Durrmeyer. À l'issue de cette entrevue, les groupes Libération-Nord et de l'OCM du secteur de Flers fusionnent au sein de l'Armée secrète sous la direction de Durrmeyer. Une nouvelle rafle a lieu le 22 mai 1944, au cours de laquelle Durrmeyer est arrêté. Il est d'abord interné à Compiègne, tandis que son père le général Durrmeyer, qui se trouvait avec lui au moment de son arrestation, est interné en Autriche au camp de Füssen-Plansee. Jacques Durrmeyer est déporté au camp de travail de Neuengamme dans le convoi parti de Compiègne le 15 juillet 1944. Il meurt le 31 mars 1945.

## Hommage
- Lors des élections municipales organisées les 29 avril et 13 mai 1945 après la Libération, Jacques Durrmeyer, alors porté disparu et dont la candidature avait été déposée par ses anciens compagnons, est élu conseiller municipal de Flers. Après la confirmation de son décès en déportation, le conseil municipal a décidé, dans sa séance du 1er mars 1947 de donner son nom à une rue de la commune[2].
- Médaille de la Résistance française à titre posthume (décret du 8 février 1962)[7].